# Jerzy Synowiec (prawnik)
Jerzy Piotr Synowiec (ur. 1 lipca 1953 w Gorzowie Wielkopolskim) – polski prawnik, adwokat i samorządowiec, działacz opozycji w okresie PRL.

## Życiorys
W 1977 ukończył studia prawnicze na Wydziale Prawa i Administracji Uniwersytetu im. Adama Mickiewicza w Poznaniu. Odbył aplikację sądową i adwokacką, po czym w 1983 rozpoczął praktykę w zawodzie adwokata w Gorzowie Wielkopolskim.
Od 1980 zaangażowany w działalność opozycyjną, współpracował z redakcjami pism MKZ i regionalnej „Solidarności”, był członkiem Komitetu Obrony Więzionych za Przekonania. Po wprowadzeniu stanu wojennego był uczestnikiem spotkania organizującego miejski komitet strajkowy. Występował jako obrońca w procesach politycznych (w czasie aplikacji jako substytut adwokatów), co skutkowało postępowaniem dyscyplinarnym. Współpracował z podziemnymi strykturami związku, zajmował się również kolportażem wydawnictw drugiego obiegu.
Do 1993 praktykował w ramach zespołów adwokackich, w 1993 podjął działalność zawodową w ramach prywatnej kancelarii adwokackiej. W latach 2004–2010 był zastępcą dziekana Okręgowej Rady Adwokackiej. Związany z lokalnymi klubami sportowymi, m.in. od 1991 do 2001 był prezesem i wiceprezesem Stali Gorzów Wielkopolski.
W 1990 tworzył gorzowskie struktury partii Ruch Obywatelski Akcja Demokratyczna. Od 1998 do 2002 pełnił mandat radnego Gorzowa Wielkopolskiego z listy Unii Wolności. W 2010 i w 2014 z ramienia Platformy Obywatelskiej uzyskiwał mandat radnego Gorzowa Wielkopolskiego. Od 2014 należał do tej partii, a wystąpił z niej pod koniec maja 2015, zaś miesiąc później znalazł się wśród założycieli struktur Nowoczesnej. W 2018 powrócił do gorzowskiej rady miejskiej z ramienia lokalnego komitetu. W 2022 ponownie wstąpił do klubu radnych Platformy Obywatelskiej. W 2024 utrzymał mandat radnego na kolejną kadencję.
Odznaczony Srebrnym Krzyżem Zasługi (2013) oraz Krzyżem Kawalerskim Orderu Odrodzenia Polski (2014).
Mąż prawniczki i działaczki samorządowej Anny Synowiec.